# Dysgonia monogona
Dysgonia monogona  là một loài bướm đêm thuộc họ Erebidae. Nó được tìm thấy ở Queensland.